# Arriscadas (manzana)
Arriscadas es el nombre de una variedad cultivar de manzano (Malus domestica). Esta manzana es originaria de Galicia, está cultivada en la colección de árboles frutales y banco de germoplasma de Mabegondo con el Nº 77; ejemplares procedentes de esquejes localizados en Reboredo (La Coruña).

## Sinónimos
- "Manzana Arriscadas",[4][5]
- "Maceira Arriscadas".

## Características
El manzano de la variedad 'Arriscadas' tiene un vigor de poco vigoroso, muy productivo. Tamaño grande y porte erguido.
Época de inicio de brotación a partir del 22 de abril y de floración a partir de 20 de mayo.
Las hojas tienen una longitud del limbo de tamaño medio, con la máxima anchura del limbo media. Longitud de las estípulas es media y la máxima anchura de las estípulas es estrecha. Denticulación del borde del limbo es biserrado, con la forma del ápice del limbo acuminado y la forma de la base del limbo es agudo. Con subestípulas presentes.
Sus flores tienen una longitud de los pétalos corta, anchura de los pétalos es estrecha, disposición de los pétalos libres entre sí, con una longitud del pedúnculo larga.
La variedad de manzana 'Arriscadas' tiene un fruto de tamaño medio, de forma plana-globosa, de color rojo, con chapa completa, e intensidad fuerte. Epidermis de textura suave con pruina en su superficie, y con presencia de cera media. Sensibilidad al "russeting" (pardeamiento áspero superficial que presentan algunas variedades) muy poco sensible. Con lenticelas de tamaño mediano.
Los sépalos están dispuestos de forma parcialmente replegados, y superpuestos en su base; su fosa calicina es profunda de una anchura media. Pedúnculo de grosor grueso y de longitud corto, siendo la cavidad peduncular de una profundidad poco profunda y de anchura media. Con pulpa de color crema, de firmeza es intermedia y textura intermedia; su jugosidad es intermedia con sabor de acidez baja, dulzor medio-bajo y aromática.
Época de maduración y recolección a partir del 15 de octubre. 'Arriscadas' es una manzana que se utiliza como manzana de mesa.

## Susceptibilidades
- Oidio: ataque medio
- Moteado: ataque débil
- Raíces aéreas: no presenta
- Momificado: no presenta
- Pulgón lanígero: no presenta
- Pulgón verde: no presenta
- Araña roja: no presenta
- Chancro del manzano: no presenta[3]